# Boreomysis vanhoeffeni
Boreomysis vanhoeffeni is een aasgarnalensoort uit de familie van de Mysidae. De wetenschappelijke naam van de soort is voor het eerst geldig gepubliceerd in 1914 door Zimmer.